# خومتسه (استان اشوی‌داشکسیه)
خومتسه (به لهستانی: Chełmce) یک منطقهٔ مسکونی در لهستان است که در گمینا ستراوچن واقع شده‌است. خومتسه ۱٬۰۰۰ نفر جمعیت دارد.